# Rhene albigera
Rhene albigera är en spindelart som först beskrevs av Koch C.L. 1848.  Rhene albigera ingår i släktet Rhene och familjen hoppspindlar. Inga underarter finns listade i Catalogue of Life.